# Agriculture numérique
 (octobre 2019).
- Si vous ne connaissez pas le sujet, laissez ce bandeau (vous pouvez alors contacter les auteurs).
- Si vous supprimez le contenu mis en cause (vous pouvez préalablement contacter les auteurs),

argumentez précisément cette suppression dans la page de discussion
(un manque de référence n'est pas un argument ; une recherche réelle de référence doit avoir été effectuée, être formellement documentée).
 (octobre 2019).
Si vous disposez d'ouvrages ou d'articles de référence ou si vous connaissez des sites web de qualité traitant du thème abordé ici, merci de compléter l'article en donnant les références utiles à sa vérifiabilité et en les liant à la section « Notes et références ».
L’agriculture numérique se définit comme la convergence de l’agriculture et des technologies de l’information (capteurs, réseaux intelligents, outils de la science de la données, application, voire automatisme et robotique) pour, tout au long de la chaîne de valeurs, améliorer la productivité et répondre aux attentes environnementales et sociétales. Ainsi, le numérique en agriculture mobilise de nombreuses technologies mises en œuvre seules ou en combinaison pour proposer des solutions à destination des agriculteurs.
L’agriculture numérique est donc le fruit d’une convergence entre une succession de révolutions technologiques et une profonde nécessité de changement face aux nouveaux enjeux de l’agriculture moderne : remise en question de l’usage des produits phytosanitaires, enjeux alimentaires locaux - avec l’alimentation de proximité - et mondiaux, sécurité alimentaire tout au long des filières, transition agroécologique, etc.

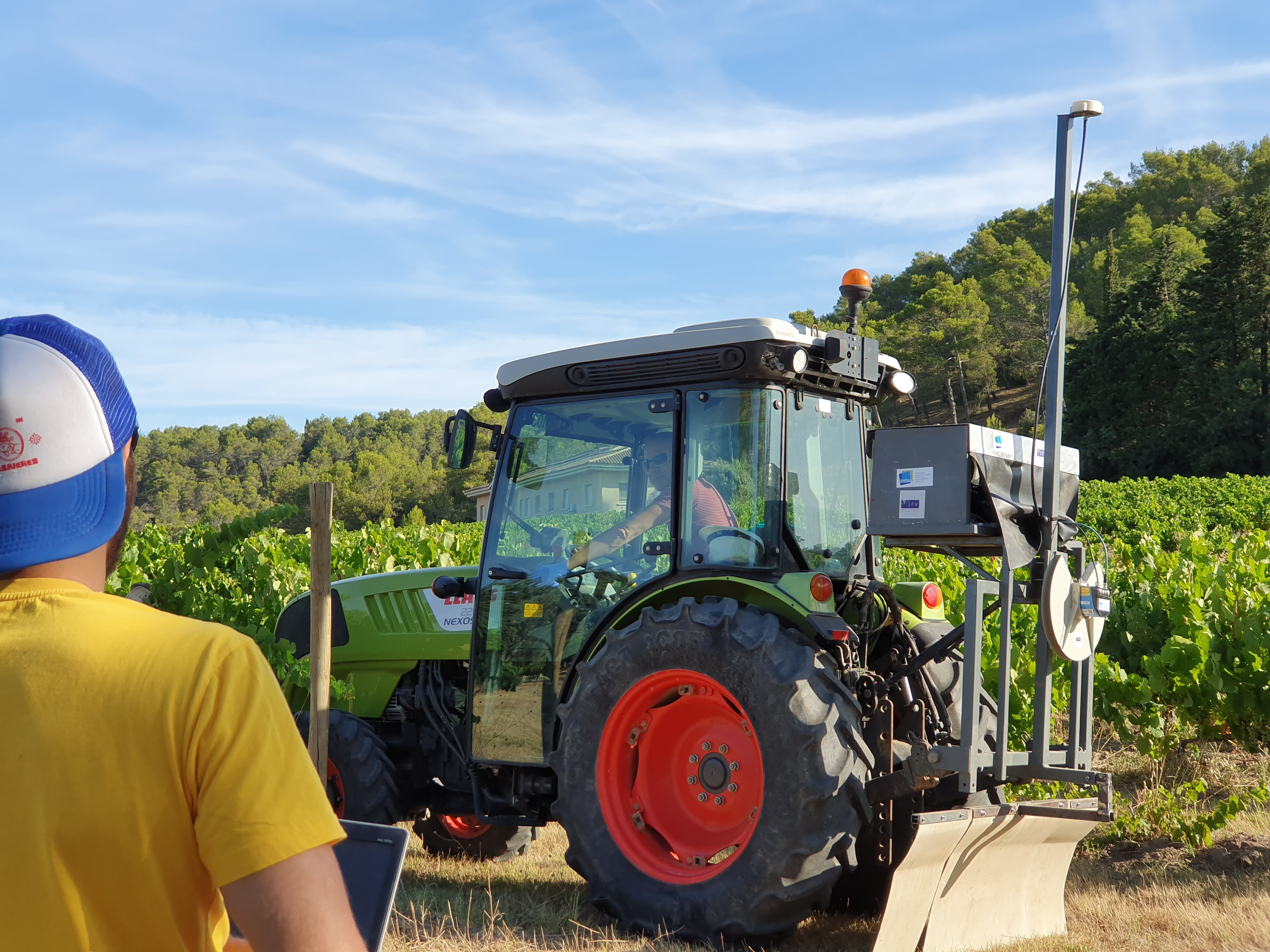
Agriculture numérique : acquisition de données 3D viticoles à l'aide d'un LIDAR (Hérault, photo Irstea 2019)

## Histoire
L’émergence du numérique en agriculture date des années 1970-1980. Au début des années 1970, les programmes de satellites d’observation de la Terre (ERTS puis LANDSAT aux États-Unis) utilisaient des satellites conçus notamment pour répondre aux besoins du département de l’agriculture. Le début des années 1980 a été marqué par l’accès aux systèmes informatiques pour le grand public et le développement de la « télématique » (avec le Minitel et la météo en application-phare pour l’agriculture).
En 1983, apparaissent les premiers logiciels conçus pour l’agriculture (comptabilité agricole et gestion de parcelles) qui initient la transition vers le numérique.
Les images satellites sont d’abord utilisées pour des objectifs d’étude des sols, de cartographie de l’usage des terres, grâce à la création de l’indice NDVI, élaboré en 1973. L’imagerie satellitaire est rapidement associée aux Systèmes d’information géographique (SIG) développés à la fin des années 1960 et qui permettent de superposer plusieurs couches de données sur une carte, données collectées par d’autres moyens (collecte manuelle ou par des capteurs embarqués) et géo-référencées grâce au système GPS, ouvert aux applications civiles dans les années 1980.[réf. nécessaire]

### L’apparition de l’agriculture de précision
Ces différents dispositifs, souvent combinés, donnent naissance à l’agriculture de précision (également appelée « gestion intra-parcellaire »), qui voit le jour dans les années 85-90, avec les premières cartes de rendement (1980). À la différence de l’agriculture conventionnelle, dont l’unité de gestion est la parcelle, l’agriculture de précision consiste à répondre aux besoins des plantes à une échelle sub-parcellaire, en déterminant un zonage, chaque zone ayant des besoins spécifiques.
En production animale, l’équivalent existe (élevage de précision : la gestion des animaux s’individualise par rapport à une gestion plus uniforme faite au niveau du troupeau).
Ainsi, l’agriculture de précision se construit sur un cycle « observation – diagnostic – préconisation – application ».
L’agriculture de précision est rendue possible grâce à l'essor des capteurs numériques, leur coût étant par ailleurs devenu plus abordable (c’est la première phase, l’observation). Le rendement est la première unité mesurée. L’une des premières applications de l’agriculture de précision en productions végétales, a été l’intégration de capteurs de quantité récoltée (pesée, volume) dans une moissonneuse-batteuse, pour en déduire un rendement géo-référencé. Côté élevage, les robots de traite apparaissent en 1995 - après la présentation en 1985 du premier robot de traite français, proposé par le Cemagref (aujourd’hui Irstea) - et enregistrent les données de production (volumes produits, puis qualité).

### De l’agriculture de précision à l’agriculture numérique
Au-delà de l’agriculture de précision, l’agriculture numérique est un concept qui apparaît au milieu des années 2010 (rapport agriculture innovation 2025).
L’agriculture numérique dépasse l’agriculture de précision, concentrée sur la phase opérationnelle de production et la gestion intra-parcellaire ou intra-troupeau et ceci de 2 manières. D’une part, du fait de la multiplication des technologies d’acquisition et d’échange de données, d’autre part du fait des nouveaux services numériques de mise en relation, dont s’emparent les agriculteurs pour s’affranchir des intermédiaires du secteur (commercialisation, formation, échange de savoir et de matériel, locations entre pairs…).[réf. nécessaire]
Ainsi, en agriculture numérique, les TIC sont mises en œuvre à toutes les échelles de la production agricole et de son écosystème :
- au niveau de l’exploitation (optimisation des opérations culturales, de la conduite de troupeaux…)
- dans les services d’accompagnement (nouveaux services de conseil agricole basés sur des données collectées automatiquement),
- à des échelles plus larges comme dans un territoire (gestion de l’eau) ou dans une chaîne de valeur (traçabilité, amélioration des intrants comme les semences, meilleure adéquation entre la production et le marché…)[10]

## Les enjeux

### Traçabilité agricole
Les technologies développées dans le cadre de l'agriculture numérique peuvent former des systèmes de traçabilité agricole numérique, qui permettent aux parties prenantes de suivre les produits agroalimentaires en temps réel. La traçabilité numérique offre un certain nombre d'avantages :
- Réduction du gaspillage alimentaire : en 2011 sur toutes les calories alimentaires produites en Europe, 11 % sont gaspillées entre la production à la ferme et la réception auprès des consommateurs[11]. Les systèmes de traçabilité facilitent une meilleure identification des dysfonctionnements du côté de l'offre, où la nourriture est perdue en aval de l'exploitation et gaspillée. Les innovations numériques émergentes, telles que les cartons de lait qui suivent le lait de « la ferme au réfrigérateur »[12], peuvent répondre au gaspillage du côté de la demande en fournissant aux consommateurs des dates de péremption plus précises.
- Confiance des consommateurs : garantir la sécurité, la qualité et l'authenticité des aliments est devenu une exigence réglementaire importante dans les pays à revenu élevé. L'utilisation d'étiquettes RFID pour certifier les caractéristiques des produits agroalimentaires pourrait fournir des signaux de qualité en temps réel aux consommateurs[13].
- Amélioration du bien-être des producteurs : les producteurs qui peuvent tirer parti de la certification environnementale pourraient vendre leurs produits à un prix supérieur[14], car les technologies de la chaîne de production pourraient permettre une plus grande confiance dans les labels tels que « durable », « biologique » ou « commerce équitable »[13].

### Enjeux alimentaires
La FAO estime que le monde devra produire 56 % de nourriture en plus (par rapport à 2010, dans le cadre d'une croissance "business as usual") pour nourrir plus de 9 milliards de personnes en 2050. En outre, le monde est confronté à des défis tels que la malnutrition, le changement climatique, le gaspillage alimentaire et l'évolution des régimes alimentaires. Pour produire un « avenir alimentaire durable », le monde doit augmenter la production alimentaire tout en réduisant les émissions de gaz à effet de serre et en maintenant (ou en réduisant) les terres utilisées pour l'agriculture. L'agriculture numérique pourrait relever ces défis en rendant la chaîne de valeur agricole plus efficace, équitable et durable sur le plan environnemental.

### Enjeux agronomiques
Le numérique, au sens large, impacte le secteur de la production agricole[Interprétation personnelle ?]. Au travers des différentes technologies mises en œuvre, il permet à l’agriculture de gagner en efficience et de la transformer en profondeur.[Interprétation personnelle ?]
Les masses de données produites par les équipements d’observation, les capteurs installés dans les parcelles agricoles, au sein des troupeaux ou dans les bâtiments permettent une meilleure caractérisation des systèmes agricoles. Leur exploitation à travers des systèmes d’aide à la décision doit permettre de mieux optimiser le pilotage des systèmes de production actuels.
Ces masses de données contribuent également au développement de nouveaux systèmes de production, nécessaire à la transition agroécologique, notamment la diversification des cultures, la transformation des pratiques culturales et l’apparition de nouvelles organisations de travail, tant au niveau des agriculteurs que des décideurs.[réf. nécessaire]
Elles permettent d’améliorer les connaissances du fonctionnement de la plante et des animaux et par conséquent l’amélioration des modèles pour faire des prévisions, anticiper les risques, améliorer la politique de gestion agricole des décideurs ou encore de renforcer les systèmes d’alerte précoce à la sécurité alimentaire.[réf. nécessaire]
En particulier, une meilleure caractérisation de l’état sanitaire des cultures peut permettre de réduire l’utilisation des produits phytosanitaires, en optimisant les dates et les doses de traitement et répondre ainsi aux enjeux du plan ECOPHYTO.
À travers la caractérisation comportementale et physiologique des animaux, il est possible[Interprétation personnelle ?] de caractériser de manière plus objective leur état de santé et leur bien-être et ainsi de proposer des systèmes de production pour prendre en compte ce critère. Cela permettrait aussi d’offrir une véritable transparence sur ces aspects à destination des consommateurs.
Par ailleurs, l’utilisation du potentiel de la télédétection dans la cartographie des zones de pâturages offre[Interprétation personnelle ?] un moyen de médiation pour limiter pour les conflits entre éleveurs et agriculteurs, souvent fréquents dans les pays africains.

### Enjeux économiques
L’agriculture numérique offre la possibilité d’intégrer les avancées technologiques dans l’agriculture, dans le but de diminuer les coûts de production et la quantité d’intrants (eau, énergie, engrais, pesticides, etc.), participant à l’amélioration de la compétitivité de toute la chaîne de production.
Les outils décisionnels construits à partir des données collectées permettent de contrôler et d’optimiser la quantité des intrants, en accord avec les récentes orientations législatives et environnementales de réduction des produits phytosanitaires.[réf. nécessaire]
Par exemple, des outils de suivi des opérations culturales permettent ainsi déjà de mesurer précisément la consommation de carburant et ainsi mieux prendre en compte ces éléments dans le raisonnement de cette consommation. En mobilisant les technologies d’autoguidage basées sur le GPS RTK, l’agriculteur peut aussi nettement réduire sa consommation en optimisant son parcours au centimètre près.
Dans le domaine de l’économie collaborative, des plates-formes proposant des places de « marchés numériques » permettent aux producteurs de se rapprocher des consommateurs finaux. Des nouvelles formes de circuits courts pourraient ainsi se développer. Différents acteurs se positionnent déjà sur ce marché. Cela peut également concerner l’échange ou la location de matériel entre agriculteurs.

### Enjeux environnementaux
L’un des principaux enjeux de l’agriculture numérique est d’optimiser le rendement de différents processus agricoles en utilisant le moins possible d'énergie et d'intrants, réduisant ainsi leur empreinte écologique. Dans cet objectif, l’agriculture numérique rejoint l’approche de l'agriculture de précision. L’utilisation de technologies (e.g. drones, capteurs, etc.) permet d’obtenir des indicateurs précis et réguliers sur une exploitation, tels que la vitesse du vent, la pluviométrie ou la nature des sols. Cette connaissance approfondie de l’environnement vise à adapter les pratiques agricoles à la spécificité du milieu de l’exploitation, de l’échelle parcellaire à intra-parcellaire.
Cela peut par exemple faciliter le contrôle de l’utilisation de produits phytosanitaires, la meilleure évaluation du besoin en engrais et en irrigation ou encore la maîtrise du régime alimentaire des animaux, afin de réduire la quantité d’azote rejetée dans les sols.
L’agriculture numérique est un outil permettant de promouvoir la durabilité et le recyclage du matériel utilisé dans les exploitations par la réduction de l’obsolescence programmée.[réf. nécessaire]

### Renforcer le lien entre agriculteurs et citoyens
Les outils numériques ont un rôle important à jouer dans le renforcement du lien de confiance entre consommateur et agriculteur. Ils accompagnent déjà l’essor massif des circuits courts (utilisés par un agriculteur sur 5 en 2010) via des plateformes qui mettent en relation directe producteur et consommateur. Au-delà de l’acte de vente, ces supports permettent à l’agriculteur de communiquer sur ses méthodes et ses produits, et au consommateur d’accéder aux informations sur la provenance de son alimentation.
Les réseaux sociaux, sites et blogs, sont de formidables outils de diffusion des connaissances agricoles. En 2016, 82% des agriculteurs visionnaient des vidéos agricoles, dont 22% au moins une fois par jour. Créé en 2014, le site Agriculteurs d’aujourd’hui rassemble et trie les vidéos du web traitant de sujets agricoles, à destination des professionnels comme du grand public. L’offre de sites Internet destinés aux agriculteurs est aujourd’hui grandissante et propose un large éventail de services: de l’achat de fournitures agricoles à la location de matériel entre agriculteurs.[réf. nécessaire]
L’espace numérique a également permis l’émergence de plateformes de financement participatif destinées à l’agriculture. Ces plateformes sont des alternatives au financement bancaire traditionnel. Elles offrent l’opportunité aux internautes d’investir dans des projets locaux et qui ont du sens.[réf. nécessaire]
La plus connue de ces plateformes, Miimosa, a ainsi collecté 12 millions d’euros et financé plus de 2000 projets depuis sa création.

### Enjeux sociaux
L’intégration d’outils numériques dans un système agricole permet à l’agriculteur de diminuer la pénibilité et le temps demandé pour certaines tâches : utilisation de scans pour la création d’inventaires phytosanitaires automatiques, gestion automatisée des tâches de semis et de récolte grâce à la robotique, système de déclenchement d’arrosage à distance, etc.
Des outils numériques permettent par ailleurs une réduction de la charge cognitive de l’agriculteur, grâce à des applications de gestion automatisée de la logistique et de systèmes d’alerte de risques climatiques, de dysfonctionnements techniques ou d’erreurs humaines : des applications résument les informations importantes pour le suivi des cultures, des capteurs météorologiques peuvent prévenir d’un futur gel, des capteurs intégrés sur le matériel détectent des pannes à venir, l’analyse de données issues de thermomètres connectés à des animaux aident à prédire leur futur vêlage ou maladie, etc.
Ces éléments vont permettre à l’agriculteur une amélioration de ses conditions physiques et mentales, une diminution de son stress et une augmentation de son temps libre, contribuant à son bien-être et à la qualité de ses relations familiales et sociales.

## Acteurs et usages
L'agriculture numérique s'adresse à tout type d'agriculture. Les usages sont spécifiques aux besoins aux filières et aux utilisateurs.
Ils varient selon les filières :

### En cultures végétales
- en grandes cultures : guidage, télédétection, modulation intra-parcellaire, etc
- en viticulture : modèles de prédiction des maladies, pilotage de la pulvérisation, etc
- en arboriculture et maraichage (fruits et légumes) : logiciels de gestions technico-économiques, robots de désherbage

### En productions animales
- en élevage bovin (laitier et viande) : robots de traite, capteurs de chaleur, etc
- en élevage monogastrique (lapins, porcins, volailles...) : capteurs de CO2 et de température, etc
- en élevage caprin et ovin : distributeurs automatiques de concentrés, systèmes de géolocalisation, etc
- d'autres filières comme l'aquaculture ou l'apiculture sont également concernées

Au sein de chaque filière, différents utilisateurs sont amenés à utiliser des outils et services de l'agriculture numérique :
- Chefs d'exploitation pour le pilotage des cultures, des élevages et de l'exploitation
- Ouvriers agricoles pour l'observation et l'application au champ
- Conseillers agricoles pour l'observation et la réalisation des préconisations
- CUMA / ETA pour la gestion du matériel agricole et du personnel
- Structures collectives (Coopératives, chambres d'agriculture, négoce, etc) pour la gestion de la production à l'Échelle d'un territoire
- Structures d'essais, laboratoires de recherche (voir Ecosystèmes de l’innovation) pour la validation de modèles ou expérimentations variétales

### Impacts sur les exploitations et les compétences de l'utilisateur
L'arrivée des outils numériques engendre des aspects positifs et négatifs pour les exploitations.
Les utilisateurs finaux confirment un gain en précision et en efficacité[réf. nécessaire], ainsi qu’une meilleure anticipation des différentes tâches à accomplir, en fonction des données collectées et analysées par les outils.
De plus, une fois maîtrisés, ces outils permettent une augmentation de la traçabilité, de la qualité des produits, du confort de travail, du respect des réglementations et de la simplification globale de la gestion de l'exploitation.[réf. nécessaire]
Ils permettent ainsi de moderniser l'image d'une exploitation et parfois de lui redonner un nouveau souffle.[réf. nécessaire]
Si le prix des équipements et services est trop élevé[Interprétation personnelle ?] pour certains agriculteurs, ces équipements apportent néanmoins un gain significatif sur les coûts des charges (produits, intrants et alimentation) et de main-d’œuvre.
La connaissance de l'animal, la prévention des risques sanitaires et le respect de l'environnement sont, par la même occasion, améliorés.
Cependant, le manque de communication, l'éloignement entre les entreprises, les acteurs de l'innovation et les utilisateurs finaux conduisent à un manque d'informations sur le marché disponible et sur les possibilités offertes par les outils numériques.[réf. nécessaire]
Par ailleurs, les utilisateurs se sentent submergés par la vague d'offres en outils et services.[Interprétation personnelle ?] Des craintes sur la complexité (manque d'interopérabilité entre les outils), la fiabilité et la dépendance aux outils numériques sont également apparues.[réf. nécessaire]
De plus, avec l'apparition de ces nouveaux outils, les utilisateurs ont besoin d'acquérir de nouvelles compétences pour leur déploiement et leur utilisation, compétences pour lesquelles ils pourront être formés auprès des entreprises (et/ou des collectivités) qui leur fournissent le matériel.[réf. nécessaire]
Mais plus que d'une simple formation, les utilisateurs font remonter un besoin de conseils personnalisés et d'un accompagnement pour le déploiement de ces outils sur leur exploitation.[réf. nécessaire]

### Services et outils numériques pour l’agriculture
Le développement de services et outils numériques a considérablement favorisé l’essor de nouvelles sources d’informations en agriculture[réf. nécessaire]. L’ensemble des services/outils numériques aident à recueillir les données pour apporter de l’information qui permettent par la suite de conseiller ou d’orienter l’action ou le traitement agricole (irrigation, traitement pesticide, etc.). L’acquisition de ces informations est possible grâce à l’utilisation d’objets connectés (stations météo, smartphones) et de capteurs (imagerie, Lidar, etc.). Ces technologies permettent d’obtenir des informations sur le suivi de cultures (maladies, demande évaporative) ou de cheptel.
Parallèlement, les vecteurs mobiles (drone, tracteur, moissonneuse, robot…) sont des technologies qui s’améliorent permettant d’embarquer de plus en plus de capteurs (imagerie, Lidar, GPS RTK). Ce développement rend accessibles des informations à la fois précises et géolocalisées.
Les services de type imagerie satellitaire (Sentinel), généralement développés pour d’autres secteurs d’activités, permettent le suivi de cultures à l’échelle d’un champ. L’utilisation de données mutualisées à travers les réseaux sociaux ou des applications smartphones permettent d’étudier l’information de manière régionalisée.

### La réglementation des données
Compte tenu des enjeux économiques importants autour de la donnée agricole, et en l’absence de réglementation sur la maîtrise de l’usage des données en France, le contrat est la seule alternative permettant de rétablir les rapports de force dans les relations commerciales entre les acteurs de l’agriculture numérique.
Plusieurs initiatives proposent des recommandations visant à favoriser les échanges de données, tout en les encadrant. Certains sont également allés plus loin en proposant de faire exister un cadre autour de la donnée, il s’agit de soft law. Par conséquent, elle ne lie juridiquement que ceux qui s’y soumettent, la contrainte est d’ordre social et économique. On a différents exemples de chartes établies dans le secteur agricole aux États-Unis, en France et en Europe.
Les chartes sur les données agricoles ont plusieurs points communs :
- Elles s’inscrivent dans une démarche volontaire d’auto-réglementation ;
- Elles sont fondées sur des principes (résultats des pratiques en matière de données agricoles plutôt que sur le processus par lesquels cela doit être réalisé) ;
- Elles ont été préparées par une combinaison d’acteurs (associations ou syndicats d’agriculteurs, de fournisseurs de technologies agricoles, de machines et d’intrants) ;
- Elles s’articulent autour de trois points communs fondamentaux: le consentement, la divulgation et la transparence.

L’adoption des chartes relatives aux données agricoles n’est pas encore assez large pour évaluer leur succès jusqu’à présent. On peut néanmoins souligner certains aspects positifs clés des chartes : (1) Elles renforcent la confiance. (2) Elles comblent des lacunes juridiques. (3) Elles simplifient l’évaluation des comportements (surtout quand elles sont accompagnées d’une certaine forme de certification). (4) Elles sensibilisent (tant les fournisseurs de technologies que les agriculteurs). (5) Elles favorisent la participation et l’inclusion (élaborées conjointement par différentes organisations représentant les parties prenantes concernées ; cela à son tour favorise la confiance et accroît la crédibilité).

## Les technologies numériques en agriculture et leurs fonctions
Les technologies mobilisées en agriculture numérique sont nombreuses et diverses. Elles regroupent les technologies de l’information et de la communication (TICs) au sens large avec notamment : les objets connectés et l’Internet des objets (IoT), les capteurs embarqués, les technologies satellitaires ou aéroportées (drones, ULM), les applications smartphones, les réseaux sociaux, ou encore les robots. Le numérique – ou ‘digital’ – renvoie au traitement de l’information via des opérations logiques. Ainsi, les technologies numériques permettent l’acquisition, le stockage, l’échange, la gestion des données de l’agriculture ainsi que leur traitement, analyse et modélisation. Par l’intermédiaire de ces processus, les TICs rendent possible la production et la mise en circulation d’informations entre acteurs du monde agricole : agriculteurs, conseillers, formateurs, entreprises, consommateurs etc.

### Outils et méthodes utilisés en agriculture numérique

#### Acquisition des données
Les données sont principalement acquises par deux moyens, soit de manière automatique, soit de manière plus ou moins manuelle. L’automatisation de l’acquisition des données met en œuvre des capteurs, qu’ils soient portatifs, statiques (station météo connectée, radar de pluie, piège connecté, quantité/ qualité du lait, etc.), implantés ou portés pour le suivi des animaux (capteurs de chaleurs, de monitoring santé etc des ovins-bovins)  ou embarqués sur matériel agricole (détection des mauvaises herbes, estimation du besoin d’azote…), sur des vecteurs aériens de type avion et drone ou satellite. Ils délivrent un signal ou une image qui sont spécifiques du phénomène observé ou au contraire qui sont très génériques (température, humidité, pression etc.), et qui – pour atteindre la grandeur recherchée - nourrissent un modèle spécifique. L’alternative à l’automatisation de la collecte est la saisie manuelle. Le smartphone est un dispositif très intéressant et de plus en plus utilisé car bien fourni en capteurs (appareil photo – voir application PixFruit pour déterminer le rendement des manguiers, géolocalisation, accéléromètre…) et facile à utiliser en tant que terminal de saisie par les agriculteurs (observation des maladies ou des ravageurs au champ, suivi de maturité, suivi de contrainte hydrique comme l’application Apex Vigne pour déterminer la contrainte hydrique de la vigne etc.).
Il faut noter que les données acquises pour l’agriculture et en agriculture sont de plus en plus nombreuses. Le déploiement des objets connectés - équipés de capteurs et géo-localisés qui communiquent les données collectées via internet - et de l’internet des objets, ou IoT pour « Internet of things » émerge au début des années 2010. C’est - avec les images satellitaires et le phénotypage haut débit - un levier fort de cette massification. Le développement des objets connectés touche tous les secteurs avec selon le Digiworld institute - une forte attractivité de 3 domaines (utilities, automobile, et électronique grand public) – et 36 milliards d’objets connectés dans le monde en 2030 (Digiworld Yearbook 2017). En agriculture, des objets comme un smartphone, tracteur, un outil agricole tracté, une station météo, un piège à insectes etc., délivreront en temps réel les informations utiles à la gestion. Cette massification permettra rapidement de constituer des méga-données – ou Big Data – pouvant être analysées pour fournir à l’agriculteur des outils d’aide à la décision.

#### Stockage et transfert
Les données et informations acquises ou observées peuvent être reportées et échangées via des plateformes (réseaux sociaux, logiciel, etc.) disponibles sur smartphone ou tablette. Les échanges, stockages et transferts des données sont de plus en plus complexes du fait du volume croissant des données, de leur hétérogénéité (différentes sources), de leur complexité (différents référentiels) et des questions liées à la confidentialité. Cependant, la donnée seule n’est pas intéressante en soi mais c’est sa compilation avec un grand nombre de données et son traitement qui peut en faire ressortir de l’information. D’où le besoin de créer des plateformes pour faciliter ces échanges et rendre ces données accessibles. Un tel portail ouvrant les données agricoles favoriserait l’innovation ouverte (rapport Bournigal, 2017). En France comme ailleurs, des infrastructures et des entreprises émergent pour faciliter les échanges de données agricoles et encourager l’innovation ouverte à partir de ces données: en Australie avec AgReFed, aux Pays-Bas avec JoinData, en France avec API-Agro.

#### Traitement, analyse des données et aide à la décision
Les données peuvent être à la fois utilisées pour l’étalonnage, l’ajustement et la validation des modèles existants et pour la création des modèles représentant les phénomènes agronomiques mais aussi économiques, climatiques etc. La nouveauté est le caractère plus en plus massif des données, desquelles on infère des informations et des modèles en utilisant des méthodes mathématiques classiques (régression, classification, etc.), l’intelligence artificielle, et si les données sont trop abondantes, les méthodes de traitement du Big data. Dans ces approches d’inférence de modèles, qui s’opposent à la construction mécaniste des modèles, l’enjeu est alors de trouver des règles qui ont un sens du point de vue de l’homme de l’art. Ceci n’est pas trivial car avec ces méthodes, de type « boite noire », les relations entre paramètres ne sont pas explicites. L’analyse des données peut servir plusieurs fonctions.
En 2017, le think tank Villa numeris a organisé une Vision Camp #ImagineAgri, consacrée à une réflexion prospective sur les enjeux et besoins de l'« agriculture connectée », et à proposer des solutions. Cela a notamment débouché sur la création d'un portail de données agricoles (intégré dans le programme « Agriculture-innovation 2025 ») et préparé par un rapport remis par Jean-Marc Bournigal (Irstea) en janvier 2017 à Stéphane Le Foll (ministre de l'Agriculture), et à Axelle Lemaire) (secrétaire d'État au numérique et à l'innovation),.
Des applications comme PlantVillage et Virtual Agronomist permettent à des agriculteurs, avec peu de moyens, de faire des diagnostics de maladies ou de besoins en intrants.

#### Échanges et communications
Le dernier maillon de la chaîne de traitement des données est la communication et l’échange des informations, connaissances, recommandations ou décisions tirées de l’analyse. Les modèles inférés, par les statistiques ou l’intelligence artificielle, ne sont pas appropriables directement par les acteurs (agriculteurs, commerçants, etc.), les 2 écueils étant trop de variables à renseigner et des sorties incompréhensibles. Les informations peuvent être transmises sous forme de recommandations (ex : date de traitement), d’indicateurs bruts (ex : température moyenne) ou de distribution (ex : cartographie). La transmission de ces informations peut se faire au travers d’outils d’aide à la décision (logiciels, application, alerte sms, etc..) qui alimentent des systèmes automatiques (ex : pilotage automatique de l’irrigation) ou qui sont soumis à l’agriculteur pour qu’il prenne lui-même la décision par rapport à la recommandation. L’aide à la décision est la fonction la plus régulièrement citée et la plus mise en œuvre par les entreprises quand il s’agit de l’analyse de données en agriculture. Cependant le résultat de cette analyse peut être autre chose qu’une aide à la décision. Cela peut servir à de l’évaluation a posteriori, à de la réflexion, à une prise de recul. Cela pourrait être utilisé pour de la capitalisation de connaissances, à de nouvelles formes d’expérimentations agronomiques.
Par ailleurs les transferts de données ne sont pas forcément associés à de l’analyse. Des données ‘brutes’ peuvent être transmises, on pense notamment à tout ce qui est traçabilité.
On notera toutefois que la variété des formes d’échanges d’informations en agriculture ne saurait se réduire aux complexes processus d’acquisition, de traitement et de transmission de données numériques décrits jusqu’à présent. En effet, ces échanges peuvent aussi s’opérer suivant des circuits de communication plus directs. C’est le cas notamment des échanges entre agriculteurs, qui au moyen de leurs smartphones produisent eux-mêmes des informations sur leurs activités et les partagent à un public plus ou moins ouvert sur les réseaux sociaux. Les technologies utilisées sont alors beaucoup plus ordinaires (smartphones équipés de caméra) et les données transférées sous forme de captations audiovisuelles sont le plus souvent montées et accompagnées par un discours (texte et/ou prise de parole) qui participe de les rendre intelligibles. Ainsi, les technologies numériques génériques peuvent servir à échanger des connaissances mais aussi de biens et de services.

### Domaines d’application des technologies
Depuis le milieu des années 2010, de nombreuses start-up ont été créées dans le domaine de l’agriculture numérique. Il s’agit principalement de sociétés de service, qui produisent un conseil à partir de données collectées dans les champs, qui connectent les agriculteurs et des tiers (agriculteurs, consommateurs…) pour vendre/ acheter des produits et services ou qui proposent des services et des technologies disruptives (robots). Ils sont regroupés dans une association, La Ferme Digitale. Au-delà des technologies proposées par ces start-up, des technologies numériques, allant du simple site Internet au tracteur connecté, sont aussi mises sur le marché par des entreprises d’agrofournitures ainsi que par des organisations professionnelles agricoles, des associations, des organisations publiques ou parapubliques. Le numérique en agriculture comprend aussi le numérique non spécifique à l’agriculture mais utilisé dans ce domaine, avec des technologies proposées alors par les acteurs classiques du numérique.

#### Production végétale ou animale
De nombreuses technologies numériques sont développées pour la production végétale et animale en tant que telle. Certaines technologies permettent de collecter des données pour connaitre l’état de l’environnement et des productions (plantes, animaux) : sont concernés les sols (hygrométrie, texture, teneur en azote etc.), les plantes (stress hydrique, maladies, croissance), l’environnement (météo, qualité de l’eau, qualité de l’air), les animaux (détection des chaleurs, santé, alimentation etc.). Par exemple, plusieurs entreprises proposent des stations météo connectées équipées de pluviomètre, d’anémomètre, de thermomètre, d’hygromètre etc.
La donnée collectée peut être traitée pour fournir des indicateurs, des préconisations, ou pour automatiquement régler le fonctionnement de l’outil. Ainsi, une des utilisations est l’agriculture de précision où l’apport des intrants (produits phytosanitaires, engrais, irrigation, semences, alimentation animale, traitements pharmaceutiques) est piloté - en quantité, en qualité - selon des caractéristiques spatiales et temporelles mesurées.
Pour ce qui concerne la production au sens strict, il y a également tous les outils de robotique et d’automatisation : robot de traite, distributeur automatique d’aliment, robot de désherbage etc., les outils de géolocalisation, etc.

#### Recherche et développement
Le numérique en agriculture peut être utilisé pour la recherche et le développement, apportant de nouvelles connaissances mais aussi sûrement de nouvelles manières de faire et d’organiser la recherche et le développement. Les données collectées sur les parcelles, en conditions réelles, peuvent servir à alimenter des thématiques de recherches. Par ailleurs, on constate le développement des sciences participatives, notamment sur tout ce qui concerne la biodiversité et l’environnement. Un domaine de recherche particulièrement touché par le développement du numérique est la génétique.
Sélection variétale accélérée par le phénotypage haut-débit
Le phénotypage haut-débit est un verrou technologique à lever pour accélérer la sélection de variétés plus adaptées aux nouvelles conditions de climat et de marché et moins consommatrices en intrants. L’objectif est de caractériser des collections de génotypes de plantes en fonction de leur réponse à divers scénarios environnementaux associés aux changements climatiques. Tout l’enjeu est de faciliter l’identification de gènes d’intérêt agronomique afin de sélectionner les plantes pour des systèmes de culture innovants, à bas niveau d’intrants, ou de mieux bénéficier de leur diversité génétique. Les technologies haut-débit ont ici un potentiel important et viennent bousculer les manières de faire de la sélection variétale.

#### Outils d’information et de formation
Ne l’oublions pas, le numérique est avant tout un outil qui permet de transférer de l’information. Et avoir accès à de l’information en agriculture est déjà très utile et parfois compliqué. Le numérique peut faciliter cet accès-là, que ce soit pour des données météo, des données techniques, réglementaires ou économiques. Le développement du secteur de la formation digitale impacte aussi le secteur agricole. Grâce à Internet, à la vidéo et aux simulateurs 3D, de nouvelles offres de formations se développent. On peut citer Icosystème, une plateforme numérique de formation en ligne en agro-écologie, Ver de Terre Production ou encore Le Mas Numérique et sa visite virtuelle.

#### Outils de communication et de collaboration entre acteurs du monde agricole
Avec Internet et les NTIC, le numérique permet de créer facilement la mise en relation entre producteurs, acteurs du monde agricole, ou encore consommateurs.
Parmi les outils de mise en relation entre agriculteurs et acteurs du monde agricole (prestataires, fournisseurs), citons des exemples comme LinkinFarm (plateforme numérique de mise en relation entre agriculteurs et prestataires de travaux agricoles), Wefarmup.com ou VotreMachine.com (sites de location de matériel agricole), ou encore Agriconomie, un site internet qui permet (i) aux agriculteurs de trouver tout ce dont ils ont besoin pour leur exploitation au même endroit et au meilleur prix, afin de leur faire économiser du temps et de l’argent ; (ii) aux distributeurs et fournisseurs d’étendre leur périmètre géographique de ventes et de proposer leurs offres à un plus grand nombre d’agriculteurs en Europe, à moindre coût. Au-delà de ces services marchands, les NTIC peuvent servir à communiquer et coopérer pour la gouvernance des structures collectives, à co-construire et diffuser des connaissances, à se coordonner entre acteurs, à mettre en œuvre des projets etc. Une liste exhaustive ne peut être réalisée, les potentiels de coopération via les NTIC étant multiples. Le numérique peut permettre de mettre en relations les agriculteurs entre eux et notamment permettre le partage de connaissances, d’expériences et de services entre agriculteurs.

#### La valorisation des productions
Les technologies numériques en agriculture servent aussi à la valorisation de la production.
Les NTIC se développent pour des échanges entre les agriculteurs et le reste de la société. Elles sont également utilisées pour vendre ou mieux vendre sa production. Plusieurs exemples : Connecting Food, un site Internet qui permet une transparence pour les consommateurs des processus de production de leur alimentation, Les Grappes qui mettent en relation vignerons et consommateurs, Miimosa, une plateforme de financement participatif de projets agricoles, Panier Local, un outil qui propose la gestion de l'ensemble des tâches liées à la commercialisation (prise de commande, stock, préparation, livraison, facturation, etc), ou encore Poiscailles, un site qui permet d’acheter en circuit court des produits de la mer. Sur un autre registre, le site Comparateur Agricole est une place de marché en ligne pour la vente de céréales à la tonne ou l’application Captain Farmer fournit une aide pour vendre au meilleur prix sur les marchés.
Pour valoriser la production, les outils de traçabilité numérique se sont développés et se complexifient avec notamment la technologie de la blockchain.

#### Traçabilité - Gestion globale- Logistique
Enfin, le numérique est et sera de plus en plus utilisé pour la gestion globale de l’exploitation agricole. Notamment, les exigences réglementaires de traçabilité sont fortes – concernant les apports d’intrant par exemple – et le temps passé par les agriculteurs pour les respecter est important, de 5 à 10 h par semaine, pour l’ensemble des tâches administratives. Le numérique permet d’automatiser certaines entrées de données de traçabilité, de les rassembler, les organiser, les sauvegarder. Cependant, les nouveaux outils numériques requièrent souvent de la saisie manuelle et de la manutention, ce qui peut amener de nouvelles tâches à effectuer (et donc du temps passé en plus). Ainsi, numérique et gain de temps ne sont pas toujours associés.
Au-delà du respect des exigences réglementaires, le numérique peut servir à rassembler de la donnée afin de gérer son parcellaire et ses rotations, de gérer son parc matériel, ses stocks, d’organiser la main-d’œuvre, la logistique et les différentes tâches (ex du système Keyfield qui facilite la saisie d’opérations agricoles avec un scanner RFID ou le logiciel Agreo de Smag, cahier de culture électronique). Avoir une traçabilité des tâches effectuées permet de constituer un capital informationnel, de calculer des coûts de production et d’apprendre à partir des années passées.
Le numérique est aussi là pour diminuer la charge mentale des agriculteurs, leur niveau de stress : le succès du GPS a largement été dû au fait que les agriculteurs pouvaient relâcher leur concentration lors des labours ou autres tâches répétitives. Les systèmes d’alerte (chaleurs ou de vêlage pour les vaches, fuites d’eau, portes ouvertes…) facilitent la gestion et permettent de maîtriser les gros risques. C’est la promesse de sociétés comme Ekylibre. Cependant, les effets induits par l’utilisation de ces technologies ne correspondent pas toujours aux effets attendus. Par exemple, l’utilisation de ces technologies numériques en élevage amène parfois à un stress et une charge mentale plus importants pour les éleveurs.
L’anticipation et la gestion des risques est l’un est des domaines avec lesquels le numérique est attendu.
Il ne faut pas oublier non plus le numérique qui sert pour les services bancaires, la comptabilité, les déclarations administratives, les demandes d’aide.
Globalement, les outils numériques peuvent intervenir dans différentes fonctions et à différentes échelles, allant de la plante au territoire. Ils peuvent être utilisés directement par les exploitants, mais également par d’autres acteurs du secteur, que ce soient les conseillers, les fournisseurs, le secteur aval, etc. Un des points de vigilance est que les effets promis par ceux qui proposent ces technologies peuvent être différents des effets constatés lors de l’usage en agriculture. Où peuvent avoir des effets différents selon le contexte dans lequel la technologie est utilisée. Ainsi, l’utilisation du numérique doit être raisonnée en fonction d’un ensemble de paramètres tels que les objectifs recherchés, le contexte socio-économique et environnemental, les compétences mobilisables, etc. De plus, le numérique en agriculture a de nombreuses potentialités, mais ne peut pas être la solution à tout type de problème et en toutes circonstances. Le numérique apporte un ensemble d’outils, mobilisables parmi d’autres types d’outils. L’articulation entre technologies, numériques ou non, est un élément important à considérer pour un raisonnement global et cohérent des systèmes agricoles.

## Écosystème de l'innovation

### Recherche & Enseignement

#### En France
Au niveau français, tous les grands Instituts agronomiques sont impliqués dans l’agriculture numérique : l'Inra, le Cirad, Acta - les instituts techniques, ou encore Irstea. Afin de réunir différents acteurs de la recherche en agriculture numérique, l’Institut Convergences Agriculture Numérique #DigitAg a été créé en 2017. Il réunit 17 partenaires publics et privés et a pour vocation de créer un socle de connaissance pour permettre le déploiement de l’agriculture numérique en France et dans le monde. La chaire AgroTIC est l’une chaire d’entreprises permettant l’association d’établissements d’enseignement et de recherche (Montpellier SupAgro, Bordeaux Sciences Agro et Irstea) avec des acteurs socio-économiques dans le domaine de l’agriculture numérique. Montpellier SupAgro, l’ESA d’Angers et Bordeaux Sciences Agro proposent des formations en agriculture numérique

#### A l’international
En Hollande, l’Université de Wageningen s’engage également dans la recherche en agriculture de précision et numérique, à l’instar de l’Université de Californie Davis aux États-Unis. En Australie, de nombreux acteurs sont impliqués dans l’agriculture numérique comme les universités du Queensland, Griffith, Curtin, le CSIRO ou encore Food Agility.

### Les entreprises et startups
Depuis quelques années, on assiste à l’émergence d’un nouvel écosystème de startups œuvrant dans l’AgTech, marqué par des levées de fonds dépassant la centaine de millions d’euros, comme avec l’entreprise Ynsect (125 millions d’euros en 2019). Selon le media AgFunder news, ces levées ont augmenté de 550 % sur les six dernières années, ce qui est un indicateur important du dynamisme du secteur.
Ces startups sont accompagnées par des incubateurs spécialisés dans les thématiques agricoles. Aux États-Unis, les plus gros d’entre eux se situent en Californie (Terra, PNP) ou plus proche des centres traditionnels de production comme the Yield Lab (St Louis, Missouri). En France, Euratechnologies a une antenne consacrée à l’AgTech, et des réseaux d’accélérateurs comme Le Village by CA permettent à des startups de se développer à proximité des agriculteurs. En France, certaines de celles-ci s’organisent en association comme la Ferme Digitale afin de promouvoir l’innovation et le numérique dans l’agriculture, par exemple à travers des événements comme les LFDays.
Toujours en France, la plupart des acteurs privés de l’agriculture numérique sont regroupés au sein de la Chaire AgroTIC.L'agriculture numérique a suscité l'intérêt d'entreprises historiques de différents domaines tels que l'électronique, le développement de logiciels et les producteurs de produits agricoles. Par exemple, les grands acteurs du marché de la sélection et de la gestion des cultures, tels que Bayer et Syngenta, ou bien des agroéquipementiers comme John Deere  ont commencé à fournir des services numériques aux agriculteurs. Leur rôle est important par leur capacité à intégrer des entreprises innovantes dans leur cœur de métier (rachat de Climate corporation par Monsanto/Bayer, rachat de Blue river Technology par John Deere).
Certaines entreprises du numérique commencent également à s’investir dans l’agriculture numérique, identifiée comme un levier de croissance potentiel. Microsoft a lancé l’initiative “AI for Earth” ainsi que Farm Beats avec pour but de développer l’utilisation de l’intelligence artificielle pour le développement durable et l’agriculture. Enfin, Bosch développe aussi des capteurs connectés pour l’agriculture.

### Living Lab
Plusieurs Living labs se sont développés ces dernières années pour promouvoir le développement de l'agriculture numérique.
Il y a par exemple l'Institut BioSense en Serbie, le Yeesal Agrihub à Thiès (Sénégal) ou encore le projet OccitaNum qui vise à faire de l’Occitanie le leader de l’agriculture et de l’alimentation de demain en mobilisant les technologies numériques dans une approche d’innovation ouverte.

## Risques et controverses
L’agriculture numérique est un domaine qui évolue très rapidement, tout comme les multiples controverses qui y sont liées. Pour illustration, les 24es Controverses européennes de Bergerac, organisées en juillet 2018 se sont interrogées sur “L’agriculture augmentée : quels impacts sociaux et économiques ?”.
Sont énumérées ci-dessous les principales controverses :

### Automatisation du travail sur l’exploitation agricole
| Pour | Contre                                                                                         |
| - Gain de temps utilisé pour d’autres activités - Confort de travail - Meilleure estimation des coûts de production | - Perte de pouvoir décisionnel - Eloignement du vivant - Perte d’emplois - Baisse des salaires |
| ex. : robots de traite                                                                                              |                                                                                                |

### Individuation des traitements sur les plantes et les animaux
| Pour | Contre |
| - Des traitements de plus en plus précis pour répondre aux besoins des individus - Un monitoring en continu pour ne rien rater des phénomènes en cours | - Objectification du vivant - Cette prise en compte des individus nécessite paradoxalement une certaine homogénéisation |
| ex. : les robots de traite et les vaches normandes pas bien adaptées à ces robots, remplacées par des vaches FFPN                                      | |

### Acquisition des connaissances sur l’exploitation
| Pour | Contre |
| - Savoirs et connaissances supposés plus précis, fiables, rapides - Facilite la gestion - L’agriculture numérique permet de gérer l’hétérogénéité des parcelles | - Savoirs et connaissances (autres mais plurifactoriels) issus de l’observation et de la transmission entre pairs délaissés, oubliés, obsolètes - Maintenance complexe et couteuse - Méfiance des agriculteurs et des organisations professionnelles |
| ex. : capteurs qui mesurent la quantité d’eau dans le sol | |

### Gestion de données
| Pour | Contre |
| - Création d’emplois qualifiés dans le traitement des données agricoles - Développement de nouveaux outils d’’aide à la décision - Mémoire de l’historique des tâches effectuées sur l’exploitation ou de l’environnement - Création de valeur pour les agriculteurs et pour les entreprises | - Cadre juridique inexistant pour la propriété des données - Perte de contrôle de l’usage des données qui peut être commercial - Lecture des données réservée aux entreprises du secteur (manque d’accès) - Dépendance vis-à-vis des entreprises pour la formation auprès des agriculteurs, pour la maintenance, pour le traitement des données |
| Ex : Les outils sur l’estimation des surfaces de céréales plantées peuvent révéler des informations stratégiques sur les prix de marchés, dont les agriculteurs ne bénéficient pas personnellement.                                                                                          | |

### Un secteur en constante évolution
| Pour                                                                                            | Contre |
| Des technologies toujours plus pointues, précises. Prise en compte des problématiques actuelles | Coûts d’investissement élevés générant des difficultés en termes d’accès aux technologies numériques Temps d’apprentissage à l’utilisation et la maîtrise des nouvelles technologies vite obsolètes Temps d’adaptation des institutions en chargées de la diffusion des savoirs |
| ex. :                                                                                           | |

### Impact environnemental
| Pour | Contre |
| - Moins d’intrants - Préservation de la biodiversité - Meilleure gestion des ressources naturelles (moindre utilisation de l’eau, des machines agricoles et donc du pétrole) - Potentiel de recyclage - La numérisation apparaît être une condition essentielle de la réalisation de la transition écologique, notamment pour répondre à la complexification du pilotage des systèmes énergétiques. | - Production des capteurs génère des coûts environnementaux et humains - Difficulté de recyclage - Coût énergétique pour le fonctionnement des outils connectés et stockage des données |
| | |

### Agriculture numérique dans les pays en développement
| Pour | Contre |
| - Sursaut technologique qui peut contribuer au développement agricole - l’agriculture numérique peut contribuer à l’autosuffisance alimentaire | - Effets rebonds liés aux nouvelles technologies (toute nouvelle technologie entraînerait une augmentation de la consommation du service ou du produit qui lui est additionné). |
| ex. : | |